# Henri Cunault
Henri Cunault foi um ciclista francês que participava em competições de ciclismo de pista. Competiu representando França nos Jogos Olímpicos de Verão de 1908 em Londres.